# 灌水 (网络用语)
灌水原为商業用語，指不良商人於貨品如肉類灌入水份以謀暴利。現在也做為网络用语，指用户用无意义的字句，或者重复字句，或者滥发“表情”回复帖子的行为。某些论坛视灌水为违反规则，予以处罚。但某些论坛容许灌水，甚至开放专区为用户提供灌水空间，部分論壇板面則會在特殊情形或日子開放灌水，以提供板友表達不滿情緒。

## 常見灌水字句
- 推文類（例如“顶！”、“ding”、“UP！”、“排”、“拉”、“叮叮”、“先顶后看”）
- 支持類（例如「支持」、「好文」、「十卜」（英文support音譯，支持）、「+1」、「謝謝大大分享」、「純推不下」）
- 反对类（例如「反對」、「漏油」、「不好贴」、「寫得爛」、「楼主脑残」、「SAGE」）
- 無義類（例如「路過」、「看看」、「先回再看」、「下載中」、「我的網路很慢」、「等待中」、“1024”）
- 感謝類（例如“谢谢”、“感謝大大发片”、“有码不下纯支持”）
- 占座类（例如“沙发”、“板凳”、“Mark”、“换页”、“留名待编辑”、“頭香”）
- 刷屏类

总之，毫无阅读价值的字眼或者字句，皆称为灌水。

## 衍生意義
- 灌水在部落格上也有「幫你衝人氣」的意思。

## 衍生词汇
- 水群：在聊天平台中的群组内进行与群聊主题无关的闲聊，意为“往群组里灌水”。
- 吹水：一般指闲聊。